# Heinz Goesmann

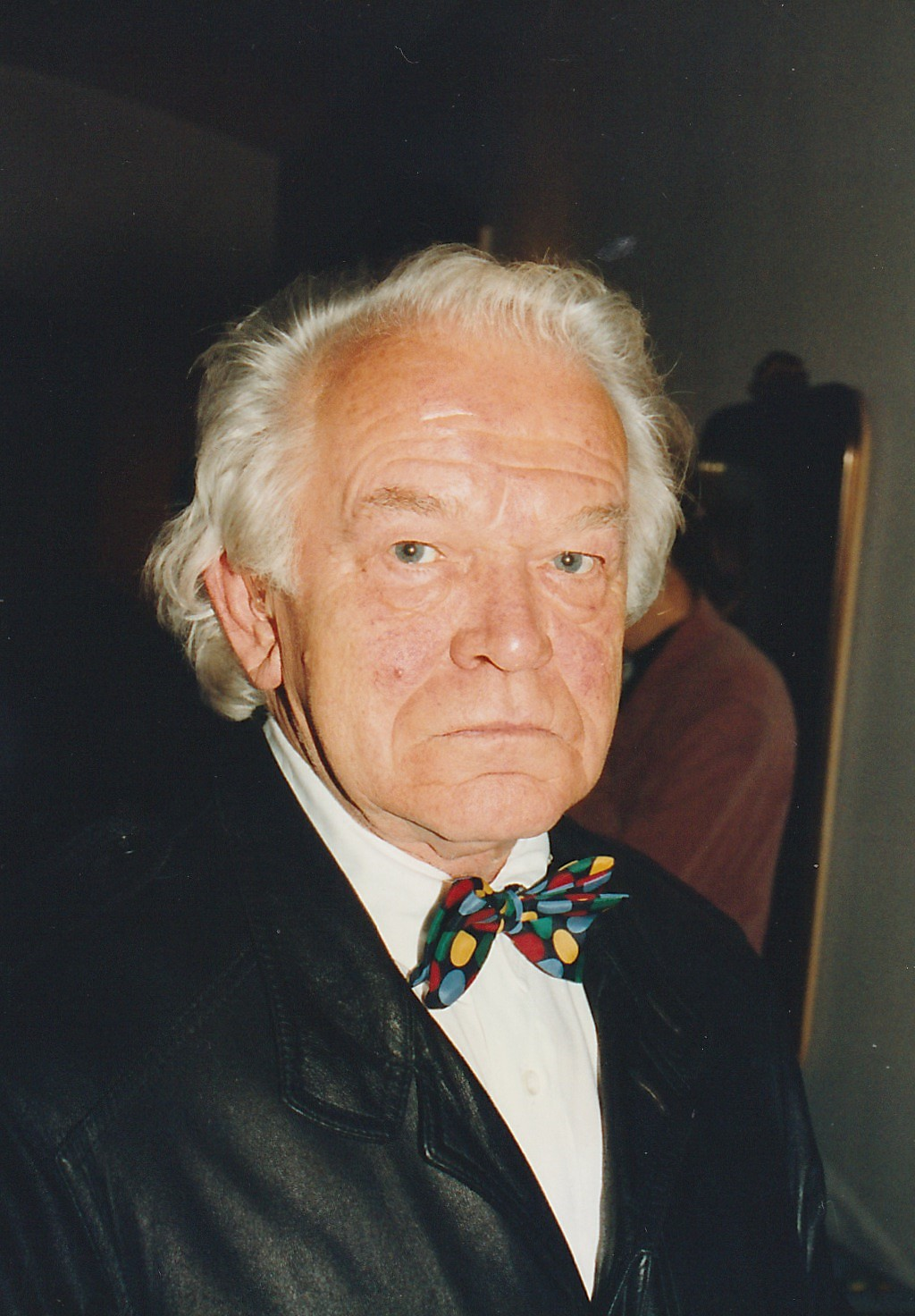
Heinz Goesmann

Heinz Goesmann (* 1920; † 16. Dezember 2010 in Hannover) war ein deutscher Architekt, der sich auf Sportstätten spezialisiert hatte. Gemeinsam mit Richard Konwiarz entwarf er Anfang der 1950er Jahre die Pläne für das Niedersachsenstadion und konstruierte mit dem Fössebad Deutschlands erstes Hallen-Freibad.

## Leben
Goesmann studierte Architektur und arbeitete anschließend zunächst auf Honorarbasis für die Stadtverwaltung in Hannover. Diese beauftragte ihn damit, kriegszerstörte Sportstätten wieder aufzubauen. Goesmann wurde Ende Dezember 2010 auf dem hannoverschen Stadtfriedhof Engesohde beigesetzt.
Goesmann war verheiratet. Seine Tochter Cornelia Goesmann war Beauftragte des Vorstandes der Bundesärztekammer (BÄK) für Fragen der ärztlichen Psychotherapie, Vorsitzende der Arbeitsgemeinschaft zur Regelung der Arbeitsbedingungen der Arzthelferinnen/Medizinischen Fachangestellten (AAA) und Vizechefin der Bundesärztekammer.

## Bauten und Entwürfe

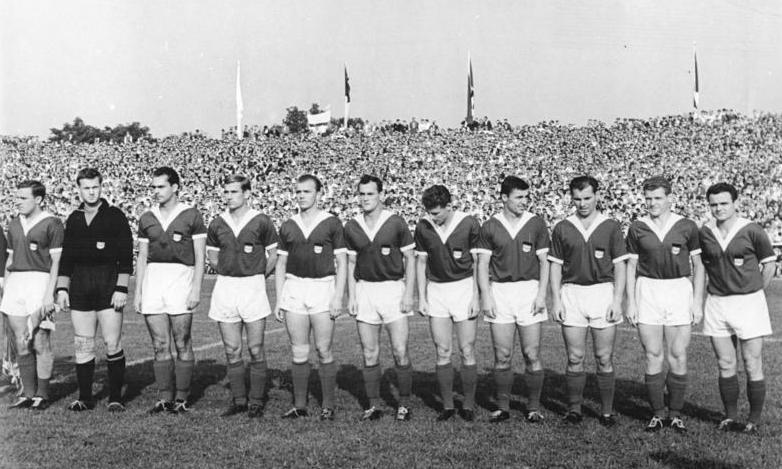
Mannschaftsaufstellung vor der ursprünglichen Tribünenkonstruktion des Niedersachsenstadions (1963)

- 1952–1953: Gerrit-Engelke-Schule, Volksschule am Welfenplatz in Hannover[4]
- 1952–1954: Niedersachsenstadion in Hannover (gemeinsam mit Richard Konwiarz)
- 1960: Fössebad in Hannover-Limmer (Deutschlands erstes kombiniertes Hallen-Freibad)[5][6]
- 1961: Wettbewerbsentwurf für eine Sporthalle in Düsseldorf (prämiert mit einem 3. Preis)[7][8]
- 1963–1966: Hallenfreibad in Neuss[9][10]
- um 1964: Wettbewerbsentwurf für eine Sporthalle in Mülheim an der Ruhr (prämiert mit dem 1. Preis)[11]
- 1964–1966: Hallenbad in Herford[12][13]
- 1969: Wettbewerbsentwurf für den Revierpark Nienhausen in Gelsenkirchen (gemeinsam mit G. Heydenreich; prämiert mit einem 3. Preis)[14][15]
- 1969–1970: Carl-Diem-Sporthalle in Mülheim an der Ruhr[11] (heute: Rhein-Ruhr-Halle)
- Klubhaus Hannover 96 in Hannover, Clausewitzstraße[1]
- Pferderennbahn in Hannover[1]
- Schießsportanlage in Wilkenburg[1]
- Schwimmbad in Barsinghausen[1]
- Schwimmbad in Gehrden[1]
- Schwimmbad in Burgdorf[1]
- Schwimmbad in Lehrte[1]
- Hallenbad in Villingen[16]